# Mario Galinović
Mario Galinović (Osijek, 15. studenog 1976.), hrvatski nogometni vratar.
Igrao je za NK Osijek od svoje četrnaeste godine, s kojim je nastupao u Kupu UEFA i osvojio Kup Hrvatske 1999. godine.
2002. godine prešao je u NK Kamen Ingrad, a dvije godine kasnije otišao u Grčku.
Prvi službeni nastup za reprezentaciju imao je 1999. godine, u prijateljskom susretu na Korea Kupu u Seoulu, a sljedeći tek 2007. godine, u prijateljskoj utakmici protiv Slovačke. 
Ugovor s Panathinaikosom traje mu do 2011. godine, a tržišna vrijednost procjenjuje se na 2,2 milijuna eura.